# Lhok Guci (Pantai Ceuremen)
Lhok Guci is een bestuurslaag in het regentschap Aceh Barat van de provincie Atjeh, Indonesië. Lhok Guci telt 446 inwoners (volkstelling 2010).